# IC 416
IC 416 је спирална галаксија у сазвјежђу Зец која се налази на листи објеката дубоког неба у Индекс каталогу.
Деклинација објекта је - 17° 15' 37" а ректасцензија 5h 23m 56,4s. Привидна величина (магнитуда) објекта IC 416 износи 14,0 а фотографска магнитуда 14,7. Налази се на удаљености од 41,417 милиона парсека од Сунца. IC 416 је још познат и под ознакама MCG -3-14-14, IRAS 05217-1718, PGC 17229.